# Piñeras
Piñeras o Pinyeres es una localidad española, hoy día despoblada, del municipio de Batea, perteneciente a la provincia de Tarragona, en la comunidad autónoma de Cataluña.

## Toponimia
El nombre del lugar puede encontrarse referido con las grafías Piñeras y Pinyeres.

## Historia
Hacia mediados del siglo XIX, el lugar, perteneciente a Batea, tenía contabilizadas 8 casas. La localidad aparece descrita en el decimotercer volumen del Diccionario geográfico-estadístico-histórico de España y sus posesiones de Ultramar de Pascual Madoz de la siguiente manera:

PIÑERAS: ald. en la prov. de Tarragona (25 hor.), part. jud. de Gandesa (5), aud. terr., c. g. de Barcelona (40), dióc. de Tortosa (3), ayunt. de Batea (2). sit. cerca del r. Algas, con buena ventilacion y clima templado, aunque no de los mas sanos, pues se padecen con frecuencia fiebres intermitentes. Tiene 8 casas, un cast. ant. derruido, una igl. parr. (La Transfiguracion del Señor), de la que es aneja la de Algas, servida por un cura de ingreso, de provision real y ordinaria. El térm. confina con los de Batea y Algas. El terreno está todo cultivado, á escepcion de una pequeña parte montuosa, cubierta de pinos, encinas y matorrales, le fertiliza el r. Algas y le cruzan varios caminos locales que se hallan en mal estado. prod.: cereales, vino, aceite y fruías; cria ganado lanar; caza de perdices y conejos y pesca de madrillas y barbos. pobl.; unida á Batea. cap. prod.: 943,582. imp.: 28.307.
(Madoz, 1849, pp. 51-52)

En la actualidad es un despoblado.

## Patrimonio
En el lugar hay una iglesia bajo la advocación de La Transfiguración del Señor.